# シャル寺
シャル寺（チベット語:ཞ་ལུ་དགོན་པ）は中華人民共和国チベット自治区シガツェ市サムドゥプツェ区にあるチベット仏教寺院。中国政府への反発が少なく安定した寺である。創建は1087年。14世紀にプトゥンが住職を務めて以来、チベット仏教シャル派の中心。建築はチベット建築と中国建築の混合で元代の風格がある。寺内にはインド・ネパール美術の影響を受けた元代の壁画が多く残る。1988年に全国重点文物保護単位に登録された。タシルンポ寺は200の部屋に分かれているがシャル寺は10の部屋しかない小規模の寺である。2014年は3986人も観光客が来たが年々観光客は増えている。タシルンポ寺も観光客が急激に増えている。しかしコロナ禍になると観光客は激減したが2024年に復興している。
| 2008 | 2009 | 2010 | 2011 | 2012 | 2013 | 2014 | 2015 | 2016 | 2017 | 2018 | 2019 | 2020 | 2021 | 2022 | 2023 | 2024 |
| 1593 | 1423 | 1701 | 2127 | 2934 | 3857 | 5182 | 5912 | 6281 | 7092 | 7717 | 7912 | 4823 | 2472 | 1290 | 4829 | 8221 |